# Tommy Douglas

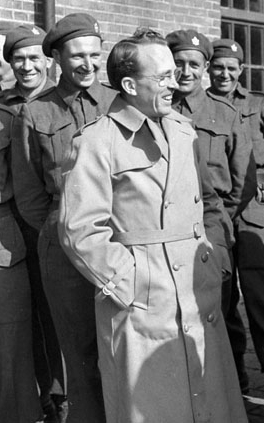
Tommy Douglas im Jahre 1945

Thomas Clement „Tommy“ Douglas, PC, CC, SOM (* 20. Oktober 1904 in Falkirk, Großbritannien; † 24. Februar 1986 in Ottawa, Ontario) war ein kanadischer sozialdemokratischer Politiker. Der aus einer schottischen Einwandererfamilie stammende baptistische Pastor war 17 Jahre lang – vom 10. Juli 1944 bis zum 7. November 1961 – Premierminister der Provinz Saskatchewan. Die von ihm geführte Regierung war die erste sozialistische in Nordamerika und begründete das öffentliche Gesundheitssystem in Kanada. Von 1942 bis 1961 war er Vorsitzender der Co-operative Commonwealth Federation (CCF) in Saskatchewan. Als die CCF sich im Jahr 1961 mit dem Canadian Labour Congress zur Neuen Demokratischen Partei (NDP) zusammenschloss, wurde Douglas zum Parteivorsitzenden auf Bundesebene gewählt; dieses Amt hatte er bis 1971 inne. Insgesamt 24 Jahre lang saß er (mit kurzen Unterbrechungen) im kanadischen Unterhaus, von 1935 bis 1944 sowie von 1962 bis 1979.

## Jugendjahre
Douglas wurde in der schottischen Stadt Falkirk geboren. 1910 wanderte die Familie nach Kanada aus und ließ sich in Winnipeg, der Hauptstadt der Provinz Manitoba, nieder. Als Kind verletzte Douglas sein Bein und erkrankte an Osteomyelitis. Die Amputation konnte nur deshalb verhindert werden, weil ein Arzt ein Studienobjekt für seinen Unterricht benötigte und sich bereit erklärte, die Behandlung kostenlos durchzuführen. Dieses Erlebnis war für Douglas' spätere politische Karriere prägend, da er die Notwendigkeit eines kostenlosen öffentlichen Gesundheitswesens erkannte.
Während des Ersten Weltkriegs kehrte die Familie vorübergehend nach Schottland zurück und lebte in Glasgow, da der Vater sich freiwillig zum Militärdienst gemeldet hatte. Als die Familie wieder in Winnipeg lebte, wurde Douglas Zeuge des Winnipeg-Generalstreiks von 1919. Er beobachtete, wie die Polizei mit Waffengewalt gegen Demonstrationen vorging und ein Straßenbahnwagen in Brand gesteckt wurde. Auch war er Zeuge des Mordes an zwei Demonstranten durch Beamte der Royal Canadian Mounted Police.
Im Alter von 15 Jahren begann Douglas eine kurze Karriere als Amateurboxer. Mit einem Kampfgewicht von 135 Pfund kämpfte er 1922 um die Leichtgewicht-Meisterschaft von Manitoba. Nach einem Kampf über sechs Runden gewann er den Titel; dabei zog er sich eine gebrochene Nase sowie Verstauchungen an Hand und Daumen zu. Im darauf folgenden Jahr verteidigte er seinen Titel erfolgreich.

## Studium und Einstieg in die Politik
Nach Abschluss einer Lehre als Drucker schrieb sich Douglas 1924 am Brandon College ein, um Theologie zu studieren. Während des Studiums wurde er von der Social-Gospel-Bewegung beeinflusst, die christliche Prinzipien mit sozialen Reformen verband. Er graduierte 1930 und schloss 1933 an der McMaster University mit einem Master (MA) in Soziologie ab. In seiner Doktorarbeit, die den Titel The Problems of the Subnormal Family trug, beschrieb er Eugenik als Möglichkeit, soziale Probleme zu lösen, indem man geistig und körperlich behinderte Menschen sterilisiert und in Arbeitslager schickt. Er setzte seine Arbeit für kurze Zeit an der University of Chicago fort, lehnte aber seine eigenen Thesen entschieden ab, nachdem er das Elend in den Armenvierteln Chicagos kennengelernt hatte und 1938 in das von den Nationalsozialisten beherrschte Deutsche Reich gereist war. Douglas erwähnte seine Doktorarbeit nur noch selten und seine Regierung ordnete nie eugenische Maßnahmen an (im Gegensatz etwa zu den Provinzregierungen von Alberta und British Columbia).
Nach Studienabschluss wurde Douglas baptistischer Pastor an der Calvary Baptist Church in Weyburn in Saskatchewan. Diese Provinz war besonders stark von den Folgen der Weltwirtschaftskrise betroffen; hinzu kamen die Auswirkungen des Dust Bowls, der die einst blühende Landwirtschaft fast zum Erliegen brachte. Als die negativen Folgen sich immer stärker bemerkbar machten, reifte Douglas' Überzeugung, durch die Schaffung einer besseren und gerechteren Gesellschaft Gott am besten dienen zu können. 1932 trat er der neu gegründeten sozialistischen Co-operative Commonwealth Federation bei. 1934 kandidierte er erfolglos um einen Sitz in der Legislativversammlung von Saskatchewan, wurde er aber bei der Unterhauswahl 1935 im Wahlkreis Weyburn knapp gewählt. Im selben Jahr trat er den Freimaurern bei. Douglas fiel im Unterhaus durch seinen mitreißenden und humorvollen Stil bei Debatten auf. Er tat sich als vehementer Verteidiger der Bürgerrechte hervor und etablierte sich bald als Führungsfigur seiner Fraktion.
1930 heiratete er Irma Dempsey, eine Musikstudentin, die er am Brandon College kennengelernt hatte. Das einzige leibliche Kind, Tochter Shirley Douglas, war später eine bekannte Schauspielerin. Das Paar adoptierte eine zweite Tochter namens Joan, die Krankenschwester wurde. Shirley Douglas war in zweiter Ehe mit Donald Sutherland verheiratet, womit Tommy Douglas der Großvater von Kiefer Sutherland ist.

## Premierminister von Saskatchewan
1942 wurde Douglas zum Vorsitzenden der CCF Saskatchewans gewählt. Er einigte die zerstrittene Provinzpartei und führte sie am 15. Juni 1944 zu einem überwältigenden Wahlsieg. Die CCF gewann mit einem Wähleranteil von 53 Prozent 47 von 53 Sitzen in der Legislativversammlung. Sie löste die bisher dominierende Saskatchewan Liberal Party von William John Patterson ab und bildete die erste sozialistische Regierung Nordamerikas. Douglas selbst errang den Sitz im Wahlkreis Weyburn.
Douglas und die CCF Saskatchewans blieben bis 1960 in vier aufeinanderfolgenden Wahlen stärkste Partei, mit Wähleranteilen zwischen 40 und 54 Prozent. Die meisten Innovationen von Douglas' Regierung wurden in der ersten Legislaturperiode umgesetzt, darunter:
- die Gründung der öffentlich-rechtlichen Elektrizitätsgesellschaft Saskatchewan Power Corp. (heutige Saskatchewan Electrical Power Commission), die ein langfristiges Programm zum Bau von Stromleitungen zu isolierten Farmen und Dörfern begann;
- die Gründung von Kanadas erster öffentlich-rechtlicher Automobilversicherung, dem Saskatchewan Government Insurance Office, die heute als Saskatchewan Government Insurance auch andere Versicherungsdienstleistungen anbietet;
- die Gründung einer großen Anzahl von Staatsbetrieben, von denen viele mit Privatunternehmen konkurrierten (ab 1948 beschränkte sich die Regierung jedoch auf den Infrastrukturbereich);
- Verabschiedung von Gesetzen, die Staatsangestellten den Beitritt zu Gewerkschaften erlaubten;
- ein Programm, um allen Bürgern kostenlose medizinische Versorgung in Spitälern zu ermöglichen;
- Verabschiedung der Saskatchewan Bill of Rights, die zahlreiche Bürgerrechte festschrieb und schützte (nicht nur vor staatlichen Eingriffen, sondern auch vor mächtigen privaten Institutionen und Personen). Die Saskatchewan Bill of Rights ging der Allgemeinen Erklärung der Menschenrechte der Vereinten Nationen um 18 Monate voraus.

Douglas war der erste Regierungschef in Kanada, der die Schaffung einer grundlegenden Bürgerrechtserklärung für das ganze Land forderte. Dieses Anliegen trug er erstmals im Januar 1950 bei der Konferenz der Bundes- und Provinzregierungen in der Stadt Québec vor, fand jedoch bei keinem der Beteiligten Zustimmung. Zehn Jahre später war Jean Lesage, Premierminister der Provinz Québec, der erste, der seine Meinung teilte. Dadurch kam ein Prozess in Gange, der schließlich 1982 mit dem Inkrafttreten der Kanadischen Charta der Rechte und Freiheiten seinen Abschluss fand.
Dank einer florierenden Nachkriegswirtschaft und einer umsichtigen Finanzpolitik gelang es Douglas' Regierung, die riesige, von den Liberalen angehäufte Staatsverschuldung kontinuierlich abzubauen und Überschüsse zu erwirtschaften. Dies erlaubte es Douglas, 1961 das ehrgeizigste Vorhaben in Angriff zu nehmen, ein in allen Bereichen kostenloses Gesundheitswesen. Da er am 7. November 1961 als Premierminister zurücktrat, um zur Bundespolitik zurückzukehren, blieb es seinem Nachfolger Woodrow Stanley Lloyd überlassen, das ambitionierte Reformprojekt abzuschließen.
Im Juli 1962 streikten die Ärzte der Provinz mit Unterstützung der American Medical Association aus Furcht vor massiven Einkommensverlusten während mehr als drei Wochen. Der Streik scheiterte, da die Provinzregierung Ärzte aus Großbritannien einflog, welche die Notversorgung sicherstellten. Ein Vertreter des britischen National Health Service trat als Mediator auf und konnte in einigen strittigen Punkten Kompromisse erzielen. Der Erfolg der von Douglas initiierten Gesundheitsreform hatte bald auch Auswirkungen auf die Bundespolitik. Der konservative Premierminister John Diefenbaker setzte eine Kommission ein, die von Emmett Matthew Hall, einem aus Saskatchewan stammenden Richter am Obersten Gerichtshof, geleitet wurde. Hall empfahl 1964 die landesweite Einführung des staatlichen Krankenversicherungsmodells von Saskatchewan. Die liberale Minderheitsregierung von Lester Pearson setzte dies 1966 um, wobei Bund und Provinzen je eine Hälfte der Kosten übernahmen.

## Vorsitzender der NDP
1961 schloss sich die CCF mit dem Canadian Labour Congress zusammen, woraus die Neue Demokratische Partei (NDP) entstand. Beim ersten Parteitag der NDP am 3. August 1961 schlug Douglas den bisherigen CCF-Vorsitzenden Hazen Argue und wurde zum ersten Vorsitzenden der neuen Partei gewählt. Er zog sich drei Monate später aus der Provinzpolitik zurück und kandidierte bei der Unterhauswahl 1962 im Wahlkreis Regina, unterlag aber dem konservativen Gegenkandidaten. Vier Monate später wurde er schließlich doch gewählt, bei einer Nachwahl im Wahlkreis Burnaby-Coquitlam in der Provinz British Columbia.
Bei den Unterhauswahlen 1963 und 1965 wurde Douglas in diesem Wahlkreis bestätigt, verlor jedoch 1968 mit weniger als einem Viertelprozent Unterschied, da die Wahlkreisgrenzen neu eingeteilt worden waren und dies seinem liberalen Konkurrenten entgegenkam. Douglas blieb etwas mehr als ein Jahr lang von der Bundespolitik ausgeschlossen, bis er dann im Oktober 1969 eine Nachwahl im Wahlkreis Nanaimo—Cowichan—The Islands auf Vancouver Island gewann.
Zwar schnitt die NDP bei Wahlen besser ab als ihre Vorgängerin CCF, doch konnte die Partei nie den erhofften Durchbruch erzielen. Der Hauptgrund war, dass die zentristische Liberale Partei Kanadas häufig Positionen der NDP übernahm und so einen Teil des linken Spektrums abdecken konnte. Gleichwohl genoss Douglas innerhalb seiner Partei Unterstützung, da die Partei einen großen Einfluss auf die liberalen Minderheitsregierungen von Lester Pearson ausübte. 1970 sorgten Douglas und die NDP für eine Kontroverse, als sie sich während der Oktoberkrise in Québec entschieden gegen die kurzzeitige Ausrufung des Kriegsrechts wandten. Am 23. April 1971 trat Douglas als Parteivorsitzender zurück.

## Weitere Tätigkeiten und Ehrungen
1962 erhielt Douglas die Ehrendoktorwürde der Rechtswissenschaft der University of Saskatchewan, 1980 einen weiteren der Carleton University in Ottawa. 1971 gründete er die Douglas-Coldwell Foundation, eine sozialdemokratische Denkfabrik, Abgeordneter im Unterhaus blieb er bis zum 26. März 1979. Zwei Jahre später wurde Douglas mit dem Order of Canada ausgezeichnet, 1985 mit dem Saskatchewan Order of Merit.
Im Juni 1984 wurde Douglas verletzt, als ihn ein Bus anfuhr. Doch er erholte sich rasch wieder und sagte am 80. Geburtstag in einem Interview mit der Zeitung The Globe and Mail, dass er jeden Tag bis zu acht Kilometer spazieren gehe. Um diese Zeit herum zeichneten sich Probleme mit dem Gedächtnis ab und Douglas verzichtete auf Einladungen als Redner, blieb jedoch in der Douglas-Coldwell Foundation weiterhin aktiv. Im Alter von 81 Jahren starb er in Ottawa an einem Krebsleiden. Er wurde auf dem Friedhof Beechwood beigesetzt.

## Nachwirkung
Die Zuschauer der CBC wählten Douglas am 5. April 2004 in der Fernsehsendung The Greatest Canadian zum bedeutendsten aller Kanadier. Sein Leben wurde in der 2006 ausgestrahlten CBC-Miniserie Prairie Giant: The Tommy Douglas Story verfilmt. Kritiker bezeichneten die Miniserie, in der Douglas von Michael Therriault dargestellt wurde, als historisch unkorrekt. Insbesondere die Darstellung von James Garfield Gardiner, dem Premierminister Saskatchewans in den 1920er und 1930er Jahren, stieß bei Historikern und bei Gardiners Familie auf einhellige Ablehnung. Als Reaktion darauf verzichtete CBC auf jegliche weitere Ausstrahlung in der Zukunft und stoppte den Verkauf von Videos für den privaten und schulischen Gebrauch.
Die kanadische Regierung, vertreten durch den für das Historic Sites and Monuments Board of Canada zuständigen Minister, ehrte Douglas am 6. Juni 2016 für sein Wirken und erklärte ihn zu einer „Person von nationaler historischer Bedeutung“.